# Lagothrix poeppigii
Lagothrix poeppigii är en primat i släktet ullapor som förekommer i nordvästra Sydamerika.

## Utseende
Denna ullapa når en kroppslängd (huvud och bål) av 46 till 65 cm och en svanslängd av 53 till 77 cm. Vikten varierar mellan 3,5 och 10 kg. Honor kan vara något längre än hanar men hanar har en robustare kropp och blir ibland 3 kg tyngre än honor. Pälsens färg varierar mellan rödbrun, mörkbrun och svartbrun. Kännetecknande är en silver skugga på pälsen. Hos indianer i artens utbredningsområde är orange ungdjur omtyckt som sällskapsdjur. Nakna kroppsdelar som ansiktet och händerna är svarta.

## Utbredning och habitat
Lagothrix poeppigii förekommer i östra Ecuador, nordöstra Peru och nordvästra Brasilien (delstater Acre och Amazonas). Den vistas där i låglandet eller i låga bergstrakter upp till 1800 meter över havet. Habitatet utgörs av tropiska regnskogar och andra fuktiga skogar.

## Ekologi
Individerna bildar flockar med vanligen 10 till 45 medlemmar (sällan upp till 70) där flera vuxna hanar och honor ingår. Inom varje kön finns en hierarki. Gruppernas revir kan överlappas och de är sällan aggressiva när två flockar möts. Territoriets gränser markeras med körtelvätska och för kommunikationen har gruppen olika läten. Denna ullapa är huvudsakligen aktiv på dagen och klättrar vanligen i träd. Födan utgörs främst av frukter som kompletteras med andra växtdelar och olika smådjur som insekter, småfåglar och gnagare.
Honor kan para sig hela året men mellan två kullar ligger allmänt två eller tre år. Efter dräktigheten som varar i genomsnitt 223 dagar föder honan oftast en unge. Den håller sig fast i moderns päls och får di i ungefär ett år. Könsmognaden infaller för honor efter fyra år och för hanar efter åtta år. Livslängden går upp till 25 år.

## Hot och status
Lagothrix poeppigii jagas för köttets skull och hotas i några regioner av skogsavverkningar. IUCN uppskattar att beståndet minskar med 30 procent under de kommande 45 åren. Arten listas därför som starkt hotad (EN).